# Koryolink
Koryolink (en coreà: 고려 링크) una joint venture entre l'empresa egípcia Orascom Telecom i la Corporació de Telecomunicacions de Corea (CTC), és l'única operadora de telefonia mòbil de Corea del Nord. D'acord amb un article sobre Orascom citat en Business Week, la companyia comptava amb 125.661 subscriptors en maig de 2010. Al març de 2011, el nombre de subscriptors de la companyia era 4 vegades major arribant fins a 535.133. La companyia egípcia posseeix el 75 per cent de Koryolink, i ha invertit en infraestructura per portar la tecnologia mòbil als països en vies de desenvolupament. La companyia cobreix la capital Pyongyang, cinc ciutats addicionals i vuit carreteres i vies fèrries. Els números de telèfon en la xarxa tenen el prefix 850 (0) 192.
Orascom Telecom es va adjudicar la llicència per establir una xarxa mòbil 3G a Corea del Nord al gener de 2008. Koryolink ha desplegat la seva xarxa 3G per cobrir inicialment Pyongyang, que té una població de més de 2 milions, amb un ambiciós pla per ampliar la seva cobertura a tot el país. En el llançament de la xarxa en desembre de 2008, la xarxa comptava amb 5.300 subscriptors. A partir d'octubre de 2011, la xarxa comptava amb 800.000 abonats. Segons un article del Wall Street Journal del 7 de gener de 2012, al final del tercer trimestre de 2011, la xarxa havia augmentat a 809.000 subscriptors. A partir de 2013, l'empresa començarà des del mes de març, a oferir serveis d'accés a internet sense cable als estrangers que visiten aquest país en mode 3G i des de les seves terminals, finalitzant amb la restricció pels turistes estrangers que viatgen a Corea del Nord de l'ús d'aparells mòbils, sent assignat un número local pel seu servei.